# Кирсс, Роберт
Роберт Кирсс (эст. Robert Kirss; 3 сентября 1994, Кярдла, Хийумаа) — эстонский футболист, нападающий клуба «ФКИ Левадия». Выступает за национальную сборную Эстонии.

## Биография

### Клубная карьера
Воспитанник футбольных команд города Пярну. На взрослом уровне дебютировал в 2010 году в первой лиге в составе «Вапруса», затем провёл два сезона в первой лиге в составе другого местного клуба — «Пярну ЛМ».
В начале 2013 года перешёл в состав действующего чемпиона страны — таллинского «Нымме Калью», но поначалу преимущественно выступал за дублирующий состав. Дебютный матч за основную команду в чемпионате Эстонии сыграл 20 июля 2013 года против «Таммеки», а всего в своём первом сезоне провёл 4 матча. Автором первого гола в высшем дивизионе стал 15 марта 2014 года в игре против «Пайде», а 22 августа 2014 года в матче с «Локомотивом» (Йыхви) впервые отличился хет-триком. В 2015 году выступал на правах аренды за «Пярну ЛМ» в высшей лиге. С 2016 года снова играет за «Нымме Калью». В 2018 году стал чемпионом Эстонии.
В ноябре 2019 года подписал контракт с таллинским клубом «ФКИ Левадия».

### Карьера в сборной
Выступал за сборные Эстонии младших возрастов, начиная с 16 лет.
В национальной сборной дебютировал 11 января 2019 года в товарищеском матче против Финляндии, отыграв первые 59 минут.